# Xu Jia
Xu Jia (徐佳, née le 23 septembre 1979) est une athlète chinoise spécialiste du 100 mètres haies.

## Carrière
Xu Jia s'illustre à l'Universiade d'été de 2003, à Daegu, en remportant le 100 mètres haies.
L'année suivante, elle s'impose sur 60 mètres haies, lors de la première édition des Championnats d'Asie d'athlétisme en salle, à Téhéran.

### Palmarès
| Année | Compétition                  | Lieu    | Résultat | Épreuve     | Performance |
| ----- | ---------------------------- | ------- | -------- | ----------- | ----------- |
| 2003  | Universiade                  | Daegu   | 1re      | 100 m haies | 13 s 29     |
| 2004  | Championnats d'Asie en salle | Téhéran | 1re      | 60 m haies  | 8 s 34      |

### Records
| Épreuve          | Performance | Lieu  | Date         |
| ---------------- | ----------- | ----- | ------------ |
| 100 mètres haies | 13 s 17     | Daegu | 25 août 2003 |